# Церковь Святого Генриха (Лемболово)
Церковь Святого Генриха — лютеранский храм, располагавшийся в деревне Лемболово Всеволожского района, на западном берегу Лемболовского озера. Бывший центр прихода Лемпаала (фин. Lempaala) Евангелическо-лютеранской церкви Ингрии.

## История
Лемболовский лютеранский приход был основан в 1611 году, первоначально назывался Куйваси (Kuivasi) и являлся регальным (королевским).
Лемболовская община стала первой евангелическо-лютеранской общиной, а приход — первым постоянным приходом в Ингерманландии. От этой даты отсчитывает свою историю Евангелическо-лютеранская Церковь Ингрии.
Первая небольшая деревянная приходская церковь была построена около 1617 года.
На шведской карте Э. Белинга и А. Андерсина 1704 года она обозначена на западном берегу Лемболовского озера.
До 1714 года в Лемболовский приход входил капельный приход Вуоле (фин. Vuole), для окормления которого ещё в 1620-е годы был назначен помощник пастора (капеллан).
В 1728 году была возведена вторая Лемболовская церковь, но вскоре она была разобрана.
В 1764 году была освящена новая церковь во имя святого Генриха. Средства на её постройку изыскивал пастор Хенрик Аргилландер. Строителем церкви был Томас Рангвальдссон Суйккаин (Thomas Rangwaldsson Suikkain). Освящение храма произвёл старший пастор шведского прихода Санкт-Петербурга Исаак Хаубер,
В 1807 году рядом с кирхой была сооружена колокольня.
В приходе Лемпаала работали несколько воскресных школ. Первая из них была основана пастором Отто Рокканеном в 1882 году по просьбе жителей деревни Риистамяки. Приход входил в Шлиссельбургское пробство.
Последний пасторат прихода построен в 1885 году. Площадь усадьбы настоятеля составляла 318 десятин.
В 1891 году церковь, рассчитанную на 1000 мест, капитально отремонтировали на средства, выделенные кассой взаимопомощи, при ней существовала богадельня для неимущих, рассчитанная на 13 человек.
В феврале 1930 года лемболовский пастор А. Куортти был приговорён тройкой ГПУ к расстрелу за то, что вёл занятия церковно-приходской школы, организовал церковный хор и не сообщил фамилии прихожан, бежавших в Финляндию. Позднее приговор был заменён заключением в Соловецкий лагерь, откуда А. Куортти сумел бежать и добраться да Финляндии.
Кирха была закрыта 13 июня 1935 года.
В 1936—1937 годах её разобрали.
Крест, венчавший кирху, был найден в кустах в середине 90-х годов XX века, а в 1996 году водружён на постамент и освящён, как памятный знак на том месте, где когда-то находилась церковь.

### Современность
В 2000 году в посёлке Стеклянный была торжественно освящена небольшая кирха Лемболовского прихода. Здание построено благодаря миссионеру из Финляндии пастору Эско Хааппалайнену.
16 июля 2011 года у памятного креста проходили основные мероприятия посвящённые 400-летию Церкви Ингрии в России. После отъезда пастора Эско Хааппалайнена в Финляндию службы в приходе начал проводить дьякон Тойво Арикайнен.
Лемболовский приход сейчас является капельным приходом Токсовского лютеранского прихода. В 2020 году в приходе был благословлен на служение Вячеслав Мерзляков.

## Прихожане
Приход Лемпаала (фин. Lempaala) включал в себя 86 деревень, в которых в основном проживало финское население:

Агалатово, Аньялово, Аудио (Коркиамяки), Аудио (Куйвози), Большое Кайдалово, Большое Кискелово, Большие Коркиамяки, Варварина Мыза, Варзолово, Васкелово, Вейколово, Верхние Осельки, Вийкиня, Волколово, Гапсары, Гарболово, Грузино, Елизаветинка, Керро, Кискелово, Кирьясало, Комолово, Коркиамяки, Коросары, Куйвози I, Куйвози II, Куйвози III, Кюлеятка, Лаппалайзмяки, Лаппелово, Лавоземяки, Лехтуси, Лемболово, Левочкино, Лесколово, Луккоремяки, Левошкомякки, Лукаши, Mалое Кайдалово, Малое Кискелово, Малые Коркиамяки, Маркелово, Маро-Мяки, Матыломяки, Мисколово, Муратово, Мустолово, Мюллюмяки, Мякиенкюля, Меликомяки, Накколово, Ненимяки, Никитилово, Новая Деревня, Ойнолово, Оримяки, Орпомяки, Оскомяки, Oхта, Паяринмяки, Пеккимяки, Пекколово, Пери, Перемяки, Пирсанмяки, Пусанмяки, Пенье, Ривольмяки, Ристалово, Рогосары, Рюппелево, Саханотко, Сеппелемяки, Симанолово, Совомяки, Старая Деревня, Стеклянный, Сутелово, Термолово, Тинолово, Тиканмяки, Тойвокала, Халузи, Хантуломяки, Хейнолово, Хиромяки, Хипеленмяки, Швапилово, Юшкелово, Юдикюля, Яколомяки.
Изменение численности прихожан с 1842 по 1919 год:
В 1833 году в относящейся к приходу Лемпаала деревне Мякиенкюля, родилась знаменитая ижорская рунопевица Ларин Параске.

## Духовенство
- Настоятель Юхо Сааринен. Конец XIX века
- Настоятель Пауль-Теодор Сонни. 1910-е годы
- Настоятель Аатами Куортти.
 1920-е годы

| Настоятели прихода | Настоятели прихода                                     |
| Даты               | Пастор                                                 |
| ------------------ | ------------------------------------------------------ |
| 1625               | Эрик Якоби                                             |
| 1638               | Лаурентиус Йонае Ульвик                                |
| 1642—1650          | Туомас Петри                                           |
| 1663—1686          | Хенрикус Дионюси                                       |
| 1687—1695          | Карл Помоелиус                                         |
| 1696—1724          | Андреас Алгрен                                         |
| 1685—1703          | Маттиас Авенариус (капеллан)                           |
| 1714—1723          | Маттиас Авенариус (пастор)                             |
| 1723—1743†         | Хенрик Хоппиус (настоятель)                            |
| 1729—1732          | Карл Хоппиус (капеллан)                                |
| 1743—1761†         | Хенрик Йохан Моберг (настоятель)                       |
| 1762—1791†         | Хенрик Аргилландер (настоятель)                        |
| 1764—1765          | Самуэль Зигфрид Бок (адъюнкт)                          |
| 1764—1771          | Петер Санделл (адъюнкт)                                |
| 1771—1775          | Хенрик Йохан Винтер (адъюнкт)                          |
| 1777,1782 —1784    | Якоб Йохан Фабритиус (адъюнкт)                         |
| 1791—1792          | Георг Йохан Строльман (и. о. пастора)                  |
| 1792—1807†         | Петер Йоханссон Окерстедт (настоятель)                 |
| 1799—1802          | Йохан Петер Уллберг (адъюнкт)                          |
| 1804—1806          | Бернхард Хенрик Хассельстрем (адъюнкт)                 |
| 1806—1822          | Андерс Йохан Мелартопаеус                              |
| 1818               | Йохан Строльман (адъюнкт)                              |
| 1821               | Андерс Леопольд Меларт (адъюнкт)                       |
| 1822—1823          | Йохан Йозеф Грюндстрём (и. о. пастора)                 |
| 1823†              | Йохан Грёнлунд (настоятель)                            |
| 1823               | Арвид Строльман (и. о. пастора)                        |
| 1823—1827          | Карл Вильхелм Эклунд (и. о. пастора, временный пастор) |
| 1827—1828          | Якоб Вилхелм Бьёрк (врем. проповедник)                 |
| 1828—1838          | Карл-Вильхельм Сирен (настоятель)                      |
| 1834—1836          | Константин Шрёдер (адъюнкт)                            |
| 1838—1877†         | Фредрик Эфраим Перониус (и. о. пастора)                |
| 1849—1855          | Вилхелм Виктор Перониус (адъюнкт)                      |
| 1876—1878          | Эммануэль Теодор Моден (адъюнкт, и. о. пастора)        |
| 1878—1894          | Отто Рокканен (настоятель)                             |
| 1895—1899          | Юхо Сааринен (настоятель)                              |
| 1899—1918          | Пауль-Теодор Сонни (настоятель)(эмигрировал)           |
| 1921—1922          | Феликс Фридольф Реландер (епископ)                     |
| 1922—1923          | Пекка Бистер                                           |
| 1924—1925          | Иисакки Вирронен                                       |
| 1926               | Симо Пеннонен                                          |
| 1927—1929          | Аатами Куортти (арестован)                             |
| 1930—1931          | Генрих Тёули (арестован)                               |
| 1931—1932          | Самули Халтунен (арестован)                            |

## Фото
- Лемболовская кирха.
 Акварель Элиэля Сааринена. 1895 год
- Лемболовская кирха. Вид через озеро. 1911 год
- Лемболовская кирха. 1911 год
- Аатами Куортти с выпускниками приходской школы. 1927 год
- Кладбище при Лемболовской кирхе. 1942 год
- Памятный крест на месте кирхи. 2007 год